# Ustowo
Ustowo est un village de la Voïvodie de Poméranie occidentale, Powiat de Police, Gmina Kołbaskowo, en Pologne.
Le village est situé au sud de Szczecin, sur une colline à l'ouest de l'Oder. Les villages voisins sont Kurów au sud et Przecław à l'ouest.

## Histoire
Les archéologues ont retrouvé à Ustowo des poteries datant du Néolithique, attestant de l'installation d'agriculteurs.
Le village d'Ustowo est mentionné pour la première fois sous le nom de Wostow en 1240 dans une charte concernant le duc de Poméranie Barnim Ier et l'évêque Konrad III de Cammin. En 1243, le duc Barnim Ier fait don du village au monastère de cisterciennes qu'il a fondé à Szczecin. Dans les documents, il est nommé Wztoho et Vztowa.
Lors de la guerre entre la Suède et le Brandebourg, le prince électeur Frédéric-Guillaume Ier de Brandebourg installe son quartier général à Ustowo du 7 au 14 juillet 1677, pendant le siège de Stettin.
En 1899, le village, qui fait alors partie de l'Allemagne sous le nom de Güstow, est desservi par le train.
Après la Seconde Guerre mondiale, Güstow est rattaché à la Pologne et reçoit le nom d'Ustowo.

## Villes importantes proches
- Police (Pologne)
- Szczecin